# Одаї (Березівський район)
Одаї́ — село в Україні, у  Ширяївській селищній громаді у Березівському районі Одеської області. Населення становить 100 осіб.

## Населення
Згідно з переписом УРСР 1989 року чисельність наявного населення села становила 131 особа, з яких 56 чоловіків та 75 жінок.
За переписом населення України 2001 року в селі мешкало 100 осіб.

### Мова
Розподіл населення за рідною мовою за даними перепису 2001 року:
| Мова       | Відсоток |
| ---------- | -------- |
| українська | 88,00 %  |
| молдовська | 5,00 %   |
| циганська  | 4,00 %   |
| російська  | 3,00 %   |